# Bruchus nigritarsis
Bruchus nigritarsis là một loài bọ cánh cứng trong họ Bruchidae. Loài này được Fairmaire miêu tả khoa học năm 1899.